# Poecilolycia spatulata
Poecilolycia spatulata är en tvåvingeart som först beskrevs av Shewell 1938.  Poecilolycia spatulata ingår i släktet Poecilolycia och familjen lövflugor. Inga underarter finns listade i Catalogue of Life.